# Ниолу-Омесса
Ниолу-Омесса (фр. Niolu-Omessa) — упразднённый в 2015 году кантон во Франции, находился в регионе Корсика, департамент Верхняя Корсика. Входил в состав округа Корте.
Всего в кантон Ниолу-Омесса входило 12 коммун, из них главной коммуной являлась Калакучча. 22 марта 2015 года все 12 коммун вошли в состав нового кантона Голо-Морозалья.

## Коммуны кантона
| Коммуна             | Население, чел. (1999) | Почтовый индекс | Код INSEE |
| ------------------- | ---------------------- | --------------- | --------- |
| Альбертачче         | 200                    | 20224           | 2B007     |
| Казамаччоли         | 100                    | 20224           | 2B073     |
| Калакучча           | 340                    | 20224           | 2B047     |
| Кастильоне          | 25                     | 20218           | 2B081     |
| Кастирла            | 186                    | 20236           | 2B083     |
| Корша               | 155                    | 20224           | 2B095     |
| Лоцци               | 132                    | 20224           | 2B147     |
| Омесса              | 537                    | 20236           | 2B193     |
| Пополаска           | 36                     | 20218           | 2B244     |
| Прато-ди-Джовеллина | 40                     | 20218           | 2B248     |
| Пьедигриджо         | 124                    | 20218           | 2B220     |
| Соверия             | 68                     | 20250           | 2B289     |

## Население
Население кантона на 2008 год составляло 2111 человек.
| 1962  | 1968  | 1975  | 1982  | 1990  | 1999  | 2006 | 2007 | 2008  |
| ----- | ----- | ----- | ----- | ----- | ----- | ---- | ---- | ----- |
| 2 789 | 3 043 | 2 720 | 2 372 | 1 826 | 1 943 | —    | —    | 2 111 |